# 喜撰式
喜撰式（きせんしき）または和歌作式（わかさくしき）は、平安時代の歌学書。全1巻。成立年不詳。喜撰法師の作といわれるが根拠はない。和歌四式のひとつとして古来尊重されてきた。

## 概説
和歌の起源について述べた序文以下、短歌の四病、畳歌、連句、長歌・混本歌（五七五五七五の歌体と推定されるが不詳）の音数、諸詠の八階、八十八物の神世異名の順序で歌論を展開する。最後の神世異名の部は枕詞の論として初期の重要なものである。

### 短歌の四病
次の4つの歌病が挙げられている。同じく同音の重複を歌病としている歌経標式よりも中国の詩病説の影響が薄いとされる。
- 第一句頭と第二句頭が同じであること（岸樹[2]）
- 各句の第二音が同じであること（風燭）
- 各句の最終拍と後ろから二番目の拍が同じであること（浪船）
- 各句に同じ拍を交えること（落花）

### 混本歌
『喜撰式』には混本歌という歌体が言及されている。これは次の例歌からなり、字余りである。議論の余地はあるとしつつも、小沢正夫 (国文学者) は五七五五七五の歌体ではないかと推測している。 
いはの上に根ざす松が枝と思ひしを
朝顔の夕影またずうつろへるかな
小沢正夫 (国文学者) は、『喜撰式』における長歌および混本歌の例歌が、仏教的無常観を詠んだものと解釈できることから、和讃の影響があると考えている。高崎正秀は、古代の田唄との関連性を考えるべきなのではないかとしている。

### 八階
体勢論であり、次のものが挙げられている。
- 詠物
- 贈物
- 述懐
- 恨人
- 惜別
- 謝過
- 題歌
- 和歌

## 成立年代
不詳である。
顕昭の『古今集序注』において仁和年間（885-889）の成立とされてきたが、明治以降、その真偽が疑われている。
文殊菩薩が聖徳太子に和歌を贈った短歌の起源説話が掲載されていることは、平安中期の浄土教の成立・民間への波及との関連から注目される。小沢正夫 (国文学者) は、古歌の選択と自歌からなる例歌が拙劣であること、漢語ではなく和語の歌語を意識するのは『古今集』以降の傾向にかなうこと、喜撰法師の作とされることには何らかの理由があろうことなどから、編纂者について、貴族よりも低い階層であり専門歌人でもなく、10世紀後半に和歌に関心を持っていた浄土教系の僧侶ではないかと推測している。

## 伝本
平安時代の後期の時点ではすでに、真偽の両本が伝存していたことが、顕昭の『古今集序注』および藤原定家の『長歌短歌説』によって知られている。偽書『喜撰偽式』は『古今集』の誤謬等を評論するために盛んに引用され、源俊頼・藤原清輔・藤原範兼・上覚などの著作において用いられたが、顕昭および藤原定家が退け、今日の伝本は真本である。
日本歌学大系において、初めて整理された形で翻刻された。伝本には甲乙二系統があり、乙本のほうが数が多い。